# Jinchang
Jinchang is een stadsprefectuur in de provincie Gansu, in het noorden van Volksrepubliek China. Jinchang heeft 157.400 inwoners (2001) en ligt in de Hexicorridor aan de historische zijderoute. 

## Geografie
Jinchang bestaat uit:
- één district: Jinchuan (金川区)
- en één arrondissement: Yongchang (永昌县)